# ناحیه کو، میشیگان
ناحیه کو (به انگلیسی: Coe Township) یک منطقهٔ مسکونی در ایالات متحده آمریکا است که در شهرستان ایزابلا، میشیگان واقع شده‌است.
 ناحیه کو ۹۳٫۸ کیلومتر مربع مساحت و ۲٬۹۹۳ نفر جمعیت دارد و ۲۳۲ متر بالاتر از سطح دریا واقع شده‌است.